# 육신통

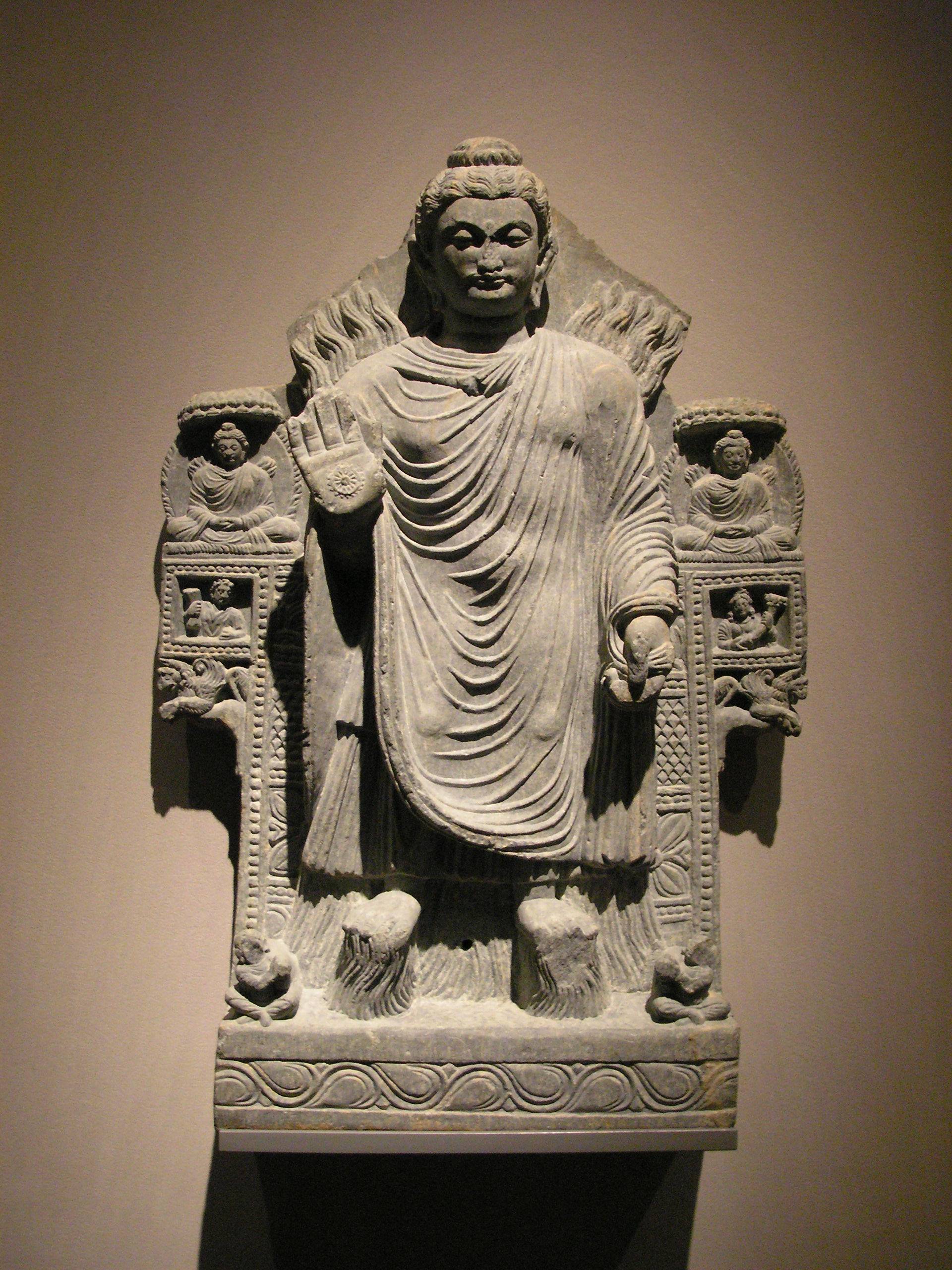

육신통(六神通, Pali:chalabhinna)은 불교에서 부처·보살 등이 가지고 있다고 여겨지는 6종의 초인적인 능력. 6종의 신통력(神通力). 6통라고도 불려 지관(명상) 수행에서 지행(사마타, 4선)에 의한 삼매의 다음에, 관행(위파사나)으로 이행했을 때에 얻을 수 있는 자재인 경지를 표현한 것이다.

## 내용
구체적으로는 이하의 6개를 가리킨다.
- 신족통(神足通, Pali:iddhi-vidha-nana) - 기에 따라 자재로 몸을 나타내, 생각하는 대로 산해를 비행할 수 있는 통력.
- 천이통(天耳通, Pali:dibba-sota-nana) - 보통 들리지 않는 먼 소리를 듣는 초인적인 귀.
- 타심통(他心通, Pali:ceto-pariya-nana) - 타인의 마음을 아는 힘.
- 숙명통(宿命通, Pali:pubbe-nivasanussati-nana) - 자신의 과거세(전생)를 아는 힘.
- 천안통(天眼通, Pali:dibba-cakkhu-nana) - 모든 것을 막힘없이 꿰뚫어 환히 볼 수 있는 통력.
- 누진통(漏盡通, Pali: asavakkhaya-nana) - 자신의 번뇌가 다하고, 이승을 마지막으로 다시 태어나는 것은 없어졌다고 아는 힘.

### 다른 통칭
마지막 누진통을 제외한 5개를, 5통이라고 부르기도 한다.
또, 숙명통, 천안통, 누진통을 삼명이라고 부르기도 한다.

## 경전의 기술

### 사문과경
팔리어 대장경 오사베의 <사문과경>에서는 석가가 마가다 국왕에 불교의 사문(출가 수행자, 비구·승려)의 과보가 추궁 당해 우선 계율 준수에 의해서 얻을 수 있는 과보, 다음에 지행(사마타, 선나·젠죠우, 4선) 에 의해서 얻을 수 있는 과보를 차례차례로 말한 후에, 그 앞의 관행(위파사나, 사념처)에 의해서 얻을 수 있는 과보를 이하와 같이 말한다.
- (4선의 다음에) 「자신의 신체가, 원소로부터 완성되어, 부모로부터 태어나 음식의 집적에 지나지 않고, 항상적이 아닌 쇠퇴·소모·분해·붕괴하는 것이며, 의식도 그 신체에 의존하고 있다」라고 깨달을 수 있다(= 신념주(신념처))
- (그 다음에) 「사고로 성립되는 신체(의생신)를 낳는다」일이 생긴다
- (그 다음에) 「여러 가지 신통(초능력)을 체험한다」일이 생긴다(이하, 신족통)
- * 「하나로부터 많음에, 많음으로부터 하나가 될 수 있다」
- * 「모습을 나타내거나 숨길 수 있다」
- * 「담이나, 성벽이나, 산을 빠져 나갈 수 있다」
- * 「대지에 기어들거나 떠오를 수 있다」
- * 「새와 같이 하늘을 뛰어다닐 수 있다」
- * 「달이나 태양을 방해가 되거나 어루만지거나 할 수 있다」
- * 「범천의 세계에도 도달할 수 있다」
- (그 다음에) 「신과 같은 귀(천이통)를 획득한다」일이 생긴다
- * 「신과 인간의 소리를, 원근 묻지 않고 들을 수 있다」
- (그 다음에) 「타인의 마음을(자신의 마음으로서) 통찰 하는 힘(타심통)을 획득한다」일이 생긴다
- * 「정욕으로 가득 찬 마음인지 아닌지를 알 수 있다」
- * 「미움을 안은 마음인지 아닌지를 알 수 있다」
- * 「미혹이 있는 마음인지 아닌지를 알 수 있다」
- * 「집중한 마음인지 아닌지를 알 수 있다」
- * 「관대한 마음인지 아닌지를 알 수 있다」
- * 「평범한 마음인지 아닌지를 알 수 있다」
- * 「안정된 마음인지 아닌지를 알 수 있다」
- * 「해탈한 마음인지 아닌지를 알 수 있다」
- (그 다음에) 「자신의 과거의 생존의 경애를 상기하는 지(숙주통(숙명통))를 획득한다」일이 생긴다
- * 「1개, 2…10…100…1000…100000의 과거생을 상기할 수 있다」
- * 「그것도, 무수한 우주의 생성(성겁), 괴멸(괴겁)을 통해 상기할 수 있다」
- * 「그것도, 구체적·상세한 영상·내용과 함께 상기할 수 있다」
- (그 다음에) 「생명 있는 것의 죽음과 삶에 관한 지(생사통(천명통))를 획득한다」일이 생긴다
- * 「생명 있는 것이 그 행위(업) 에 따르고, 우열, 미추, 행불행한 것이 되는 것을 알 수 있다」
- * 「생명 있는 것이(신구의의) 업의 선악에 의해, 선취·천계나 악취·지옥으로 다시 태어나는 것을 알 수 있다」
- (그 다음에) 「더러움의 멸진에 관한 지(누진통)를 획득한다」일이 생긴다
- * 「괴로움(더러움), 괴로움(더러움)의 원인, 괴로움(더러움)의 소멸, 괴로움(더러움)의 소멸에의 길(이상, 사성제)을, 있는 그대로 알 수 있다」
- * 「욕망·생존·무지의 괴로움(더러움)으로부터 해방되어 해탈이 이루어져 재생의 차단, 수행의 완수를 알 수 있다」

## 같이 보기
- 4선
- 사념처
- 위파사나